# Bitva u Asanu
Bitva u Asanu (též u Pungda či Feng-taa) byla námořní bitva mezi Japonskem a čínský císařstvím dynastie Čching. Odehrála se nedaleko korejského přístavu Asan dne 25. července 1894 a předcházela vyhlášení první čínsko–japonské války.

## Pozadí
V červenci 1894 Čína vyslala své expediční jednotky do Koreje, kde se měly podílet na potlačování lidového povstání vedeného sektou Tonghak. Ke stejnému postupu se však odhodlalo i Japonsko, které taktéž vyslalo své jednotky do Koreje. Jelikož Japonsko i Čína považovali Koreu za svou sféru vlivu, bylo v Tokiu rozhodnuto vyvolat ozbrojený konflikt s čínskými jednotkami a vychýlit tak misky vah na japonskou stranu.

## Bitva
Asan byl korejský přístav, kam mířila hlavní část čínských expedičních sil po moři. K přístavu se přiblížila japonská eskadra chráněných křižníků pod velením admirála Kózóa Cuboie (lodě Akicušima, Jóšinó a Naniwa) s cílem blokovat tento pro čínské jednotky významný dopravní uzel. Kolem sedmé hodiny ranní dne 25. července 1894 se Cuboiovy lodě střetly s čínským chráněným křižníkem Čchi-jüan a dělovým člunem Kuang-yi, které sem byly vyslány zajistit poslední fázi plavby transportní lodě Kao-šeng s čínskými vojáky na palubě. Přestože mezi státy nebyla vyhlášena válka, došlo k zahájení palby. Po více než hodinové přestřelce byl Kuang-yi potopen a Čchi-jüan těžce poškozen, pročež se stáhl. Bitva tak skončila jasným vítězstvím Japonců.

## Po bitvě
Transportní loď Kao-šeng, spolu s doprovodným dělovým člunem Čchao-ťiang, připlula k Asanu kolem deváté hodiny téhož dne. Zastavil ji křižník Naniwa a došlo k jednání o kapitulaci lodi. Čínští vojáci na palubě transportu kapitulaci odmítli, načež byla loď potopena. Zahynulo kolem 700 Číňanů.